# Valerie Harper
Valerie Kathryn Harper (Suffern, New York, 1939. augusztus 22. – Los Angeles, Kalifornia, 2019. augusztus 30.) Golden Globe- és háromszoros Primetime Emmy-díjas amerikai színésznő.

## Filmográfia

### Film
- Zsarufrász (Freebie and the Bean) (1974)
- Második fejezet (Chapter Two) (1979)
- Az utolsó házaspár (The Last Married Couple in America) (1980)
- Riói románc (Blame It on Rio) (1984)
- Golda's Balcony (2007)
- Certainty (2011)
- Borzongás (Shiver) (2012)
- The Town That Came A-Courtin' (2014)
- Stars in Shorts: No Ordinary Love (2016)

### Televízió
Tévéfilmek
- Thursday's Game (1974)
- Night Terror (1977)
- Fun and Games (1980)
- The Shadow Box (1980)
- The Day the Loving Stopped (1981)
- Farrell for the People (1982)
- Don't Go to Sleep (1982)
- An Invasion of Privacy (1983)
- The Execution (1985)
- Strange Voices (1987)
- Viszlát szuperanyuka (Drop-Out Mother) (1988)
- The People Across the Lake (1988)
- Vissza akarom őt kapni! (Stolen: One Husband) (1990)
- Perry Mason: Halálos lapzárta (Perry Mason: The Case of the Fatal Fashion) (1991)
- A Friend to Die For (1994)
- The Great Mom Swap (1995)
- Nicsak, ki mindenki beszél? (Dog's Best Friend) (1997, hang)
- Mary and Rhoda (2000)
- Dancing at the Harvest Moon (2002)
- My Future Boyfriend (2011)
- Fixing Pete (2011)

Sorozatok
- The Doctors (1963, egy epizódban)
- Mary Tyler Moore (1970–1977, 92 epizódban)
- Columbo (1972, egy epizódban)
- Rhoda (1974–1978, 110 epizódban)
- Love, American Style (1971, két epizódban)
- Szerelemhajó (The Love Boat) (1986, két epizódban)
- Valerie (1986–1987, 32 epizódban)
- City (1990, 13 epizódban)
- Missing Persons (1994, három epizódban)
- The Office (1995, hat epizódban)
- Az ígéret földje (Promised Land) (1996, egy epizódban)
- Angyali érintés (Touched by an Angel) (1996, 1999, két epizódban)
- Melrose Place (1998, két epizódban)
- Generator Gawl (1998, hang, három epizódban)
- Szex és New York (Sex and the City) (1999, egy epizódban)
- Beggars and Choosers (2000, egy epizódban)
- Azok a 70-es évek show (That '70s Show) (2001, egy epizódban)
- Családjogi esetek (Family Law) (2001, egy epizódban)
- Three Sisters (2001, két epizódban)
- Less Than Perfect (2003–2004, két epizódban)
- Ginger naplója (As Told by Ginger) (2004, hang, egy epizódban)
- Committed (2005, egy epizódban)
- Míg a halál el nem választ ('Til Death) (2009, két epizódban)
- Született feleségek (Desperate Housewives) (2011, egy epizódban)
- Haláli testcsere (Drop Dead Diva) (2011–2012, két epizódban)
- Vérmes négyes (Hot in Cleveland) (2013, egy epizódban)
- A Simpson család (The Simpsons) (2013–2018, hang, hét epizódban)
- Elveszett levelek (Signed, Sealed, Delivered) (2014, két epizódban)
- Amerikai fater (American Dad!) (2014, 2019, hang, két epizódban)
- Melissa & Joey (Melissa & Joey) (2015, egy epizódban)
- Az élet csajos oldala (2 Broke Girls) (2015, egy epizódban)
- Childrens Hospital (2016, egy epizódban)